# Hussiteneinfälle ins Mühlviertel
Als Hussiteneinfälle ins Mühlviertel werden mehrere Einfälle von Hussiten in das oberösterreichische Mühlviertel bezeichnet, die im Zuge der Hussitenkriege zwischen 1422 und 1432 stattfanden. Sie führten langfristig zur Bildung einer Heeresorganisation im Land ob der Enns, wobei das Land im Jahr 1478 schließlich in vier Viertel eingeteilt wurde, nämlich in das Traunviertel, Hausruckviertel, Mühlviertel und Machlandviertel.

## Geschichte

### Historisches Umfeld
Die Hussitenkriege erstreckten sich neben Böhmen, Mähren, Ungarn, Bayern, Sachsen und Schlesien auch auf das nördliche Niederösterreich (Weinviertel und Waldviertel) und auf das Mühlviertel.
Normalerweise waren die Hussiten nicht in der Lage, stark befestigte Plätze einzunehmen. Aus diesem Grund blieben in Oberösterreich auch die mit Stadtmauern umgebenen Orte Freistadt und Linz sowie die Burg Clam verschont, obgleich viele Vororte und Spitäler vor den Stadtmauern niedergebrannt wurden, wie etwa das Siechenhaus samt der Liebfrauenkirche in Freistadt. In den Städten herrschte allerdings die Angst, als Kaufleute getarnte Hussiten könnten die Stadt ausspionieren oder gar nachts die Stadttore für hussitische Heere öffnen. So wurden in Linz Johann Sparhekhl aus Breslau und Johann Bostekh aus Kalisz der Spionage verdächtigt und ins Gefängnis geworfen. Die beiden Angehörigen des Franziskanerordens hatten unrechtmäßig weltliche Kleidung getragen. Am 15. Oktober 1429 leisteten die zwei Angeklagten eine Urfehdeerklärung und versprachen, in Rom Buße zu tun. Nachdem sich auch einige Linzer für die beiden verbürgt hatten, wurden sie wieder freigelassen. Weniger Glück hatten in diesem Zusammenhang Orte wie Retz, wo die Stadtmauern im November 1425 unterminiert wurden, oder Trnava, wo als Händler getarnte Hussiten im Jahr 1432 während eines Jahrmarktes nachts die Torwachen überwältigten und ihren Genossen den Zugang zur Stadt öffneten.
Im Jahr 1420 – also noch vor den ersten Hussiteneinfällen – war ein Kontingent kaisertreuer Reiter von Freistadt nach Norden aufgebrochen, um sich am Ersten Kreuzzug gegen die Hussiten zu beteiligen. Dabei muss erwähnt werden, dass sich die Kriegsführung der Österreicher im Verlauf der Hussitenkriege ebenso barbarisch wie jene der Gegner gestaltete, obwohl der habsburgische Herzog Albrecht davon sprach, das Land „befrieden“ zu wollen.
Den 13 Jahre lang andauernden Hussiteneinfällen war das Mühlviertel eher schutzlos ausgeliefert. Es sind keine Gegenoffensiven oder Schlachten gegen die Hussiten auf dem Gebiet des Mühlviertels bekannt.

### 1422
Im Sommer 1422 zogen die Hussiten bei Rainbach nördlich von Freistadt erstmals ins Mühlviertel und brannten Pregarten und Wartberg ob der Aist nieder. Verwüstet wurde auch der Markt Klam (allerdings nicht die dort befindliche Burg).

### 1424
1424 wurden Ulrichsberg und Umgebung völlig verwüstet. Der Ulrichsberger Schüsselmacher Mika Anzenhinsch hatte in Prachatice erzählt, dass die Grenzübertritte nach Österreich unbefestigt seien, woraufhin die Führer der Hussiten zu Prachatitz namens Mandl, Marzik und Diesitel einen Raubzug beschlossen. Ein gewisser Jeschek aus Sonnberg führte die Hussiten gegen Entgelt über Schöneben nach Ulrichsberg. Mit 204 Pferden fielen die Hussiten ins Dorf ein, erschlugen etwa 20 Personen, brannten den Ort mitsamt der Kirche nieder und verwüsteten einige Nachbardörfer, darunter vermutlich Lichtenberg, Salnau und Hintenberg.
1424 wurden auch Ried in der Riedmark und ein zweites Mal Pregarten von den Hussiten gebrandschatzt.

### 1427

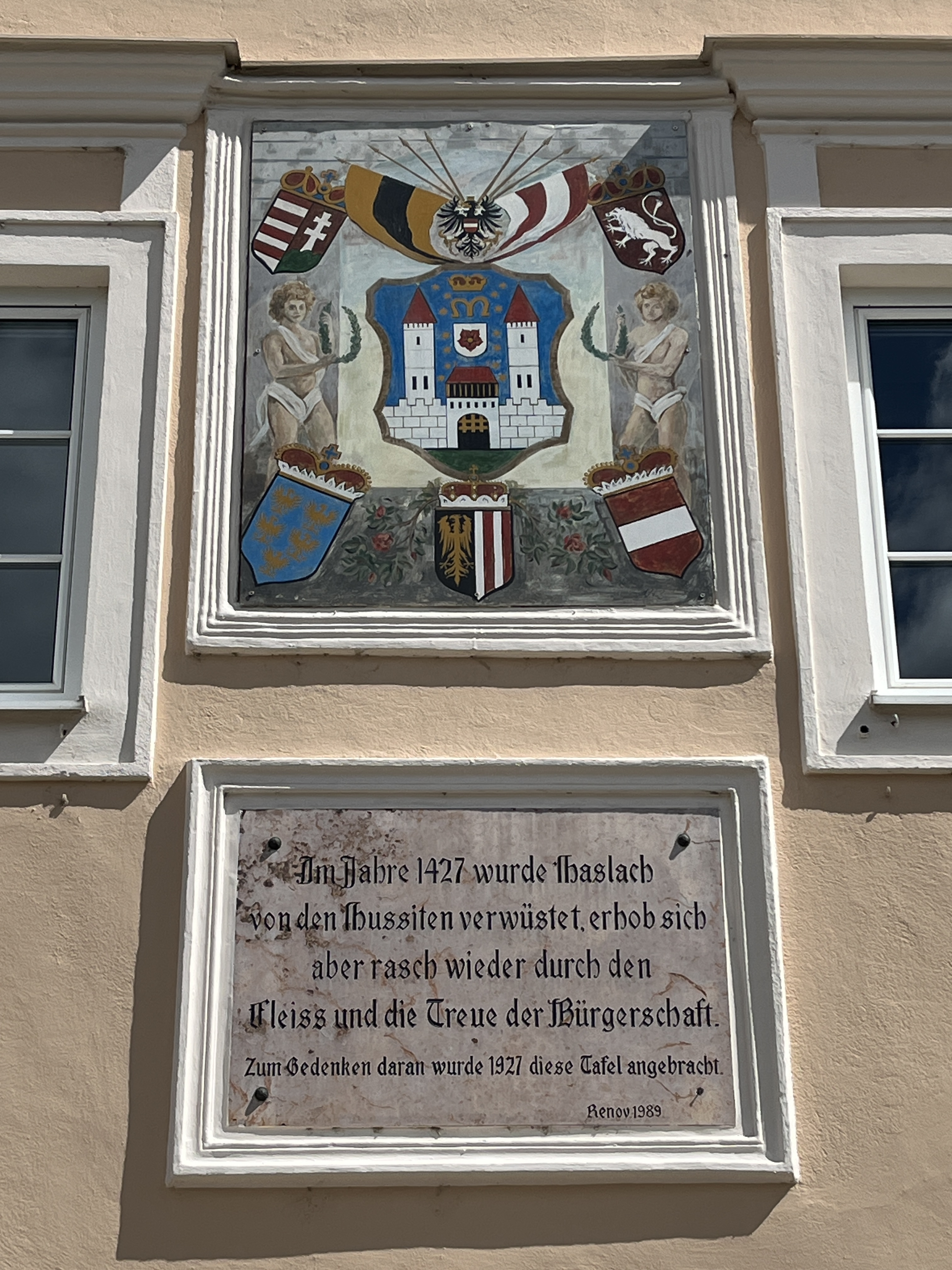

Nach der Schlacht bei Zwettl, in welcher der junge Landeshauptmann von Oberösterreich Reinprecht IV. von Walsee als Heerführer hohe Verluste hinnehmen musste, unternahmen die Hussiten Raubzüge zum Stift Schlägl und nach Ulrichsberg.
Wohl noch im selben Jahr wurden auch Rohrbach, Sarleinsbach, Haslach an der Mühl, der Pfarrhof von St. Johann am Wimberg und der Markt Leonfelden niedergebrannt.

### 1428
Im Sommer 1428 begannen die Hussiten die Belagerung der Burg Bechyně bei Tábor. Um das Belagerungsheer zu versorgen, unternahmen kleinere Abteilungen weite Beutezüge. Ungehindert drangen die hussitischen Scharen in Oberösterreich ein und zerstörten nach dem Stift Waldhausen auch das Stift Baumgartenberg. Die Hussiten zerstörten oder plünderten die auf ihrem Weg liegenden Stätten, darunter befanden sich Mönchdorf, Pulgarn und der Pfarrhof in Ried.

### 1432
Im November 1432 wurden die Klöster Waldhausen und Baumgartenberg ein zweites Mal verwüstet.

## Auswirkungen
- Militärische Organisation: In den Jahren 1431 und 1432 kam es zu den geschichtlich ersten Wehrordnungen in Österreich (Nieder- und Oberösterreich) und in der Steiermark, die in einigen Punkten das Vorbild der hussitischen Militärorganisation erkennen lassen.[16] Das Land ob der Enns wurde in Viertel unterteilt, deren Abteilungen jeweils einem Viertelhauptmann unterstanden. Dabei bildete nördlich der Donau der Haselgraben die Grenze zwischen dem Mühlviertel (heute das Obere Mühlviertel) und dem Machlandviertel (heute das Untere Mühlviertel). Südlich der Donau trennten die Traun und die Ager das Traunviertel vom Hausruckviertel.[17] Kaiser Friedrich III. erließ sechs weitere Wehrordnungen.[18]
- Befestigungsbauten: Spätestens 1470 wurde die Marktbefestigung Bad Leonfelden errichtet, wobei Leonfelden mit einer 851 Meter langen Ringmauer und einem 9 bis 12 Meter breiten Graben versehen wurde.[19]
- Kirchenbauten: Nach den Hussitenkriegen setzte im  Mühlviertel ein wahrer Baufrühling ein. Die an den Kirchen angerichteten Schäden wurden nicht nur behoben, es wurden auch viele, teils wehrhafte Neubauten und Erweiterungsbauten durchgeführt.[20]
- Brauchtum: In vielen Orten wurde das sogenannte „Hussausläuten“ eingeführt.[21] Dieses abendliche Glockengeläute, das zum Gebet für den Frieden bzw. zur Abwehr von Feindesgefahr aufrief, war bis ins 19. Jahrhundert üblich. In manchen Orten wurde das „Hussausläuten“ mit dem „Weinausläuten“ kombiniert. Beim Läuten der Glocke mussten die Gäste die Wirtshäuser und Schenken verlassen und nach Hause gehen.[22] Das in Schwaz in Tirol bekannte „Hussverbrennen“ kam erst im 19. Jahrhundert ab.[23]